# Örtülü, Kınık
Örtülü là một xã thuộc huyện Kınık, tỉnh İzmir, Thổ Nhĩ Kỳ. Dân số thời điểm năm 2010 là 679 người.